# Вылкосел
Вылкосел (болг. Вълкосел) — село в Благоевградской области Болгарии. Входит в состав общины Сатовча. Находится примерно в 9 км к югу от центра села Сатовча и примерно в 91 км к юго-востоку от центра города Благоевград. По данным переписи населения 2011 года, в селе  проживало 2554 человека.

## Население
| Год     | 1934 | 1946 | 1956 | 1965 | 1975 | 1985 | 1992 | 2001 | 2011 |
| ------- | ---- | ---- | ---- | ---- | ---- | ---- | ---- | ---- | ---- |
| Жителей | 970  | 1125 | 1225 | 1528 | 1866 | 2163 | 2415 | 2527 | 2554 |

| Национальность  | Человек | Процент |
| --------------- | ------- | ------- |
| болгары         | 300     | 27,08%  |
| турки           | 544     | 49,1%   |
| цыгане          | 27      | 2,44%   |
| другие          | 221     | 19,95%  |
| не определились | 16      | 1,44%   |
| Всего ответов   | 1108    |         |

|  |